# Falcão-relógio
Falcão-de-coleira-interrompida ou falcão-relógio (Micrastur semitorquatus), também conhecido como gavião-relógio, é uma ave falconiforme da família Falconidae.

## Características
Devido a seu porte (mede entre 46 e 56 cm), é surpreendente como é de difícil observação. Macho e fêmea são idênticos, esta um pouco maior. A cor da plumagem varia entre indivíduos, havendo exemplares completamente negros, com algumas listras laterais claras na barriga. A plumagem mais característica é negra nas costas, parte superior do pescoço e alto da cabeça. As partes inferiores são brancas ou avermelhadas, com um colar da mesma cor na garganta, estendendo-se pela nuca. Logo abaixo dos olhos (muito grandes e escuros), há uma área da mesma cor da garganta. Entre essa região e o colar nucal, existe uma faixa negra, estreita e ligada ao alto da cabeça. Em qualquer plumagem, a longa cauda é negra, com 4 finas listras brancas, muito separadas entre si. As pernas são longas, amarelas, enquanto a pele nua das narinas é esverdeada e conectada à pele nua e proeminente ao redor dos olhos.

## Alimentação
Exímio caçador de outras aves, algumas bem maiores em tamanho e peso, apanha também pequenos mamíferos, cobras e lagartos. Os grandes olhos auxiliam nas caçadas dentro da mata e em horário de pouca luz, podendo usar sua audição aguçada para localizar a presa. Foi observada uma tática pouco usual na caça de aves. Pousado próximo a uma correição de formigas (as quais atraem aves para apanhar os insetos espantados), emitia um chamado baixo, em um galho a 1 ou 2 metros do solo. Esse chamado, com características ventríloquas, atraia as aves para o raio de ação do gavião-relógio.

## Reprodução
Botam de dois a três ovos com um período de incubação de 46 dias.

## Hábitos
É um falconídeo florestal, habita o interior da mata, raramente observado nas bordas.
Em geral, é mais escutado do que visto. Canta ao clarear ou ao escurecer, um chamado grave, transcrito com “ao”, sendo seus cantos bem pontuais. Essa é a razão do nome comum, devido à constância do intervalo entre os chamados.

## Distribuição geográfica
Ocorre do México à América do Sul.

## Subespécies
São reconhecidas duas subespécies:
- Micrastur semitorquatus semitorquatus (Vieillot, 1817) - ocorre na floresta tropical do norte da América do Sul até o Brasil e no norte da Argentina;
- Micrastur semitorquatus naso (Lesson, 1842) - ocorre da região norte do México até o Equador e extremo noroeste do Peru.